# Isusovo preobraženje (Rafael)
Isusovo preobraženje je posljednja Rafaelova slika na kojoj je radio od 1516. do svoje smrti 1520. godine. Ona predstavlja Isusovo preobraženje, događaj iz Isusova života opisan u Novom zavjetu u kojemu su Mojsije i Ilija, te glas Boga Oca, imali zadatak uvjeriti apostole kako je Isus doista Sin Božji, makar ga čeka muka i smrt. Neobično za prikazivanje ove teme, Rafael je prikazao još jedan prizor iz Evanđelja, čudo iscjeljenja, u donjem dijelu slike. Rafaelova slika je tako alegorija promjenjive prirode prikazivanja.

## Povijest
Sliku je naručio kardinal Giulio de Medici, kasniji papa Klement VII. (1523. – 1534.), za oltar katedrale u Narbonni, Francuska. Naime, dvije figure koje kleče s lijeve strane obično su identificirane kao sveti Justus i Pastor koji imaju zajednički blagdan na blagdan Preobraženja, 6. kolovoza. Ti su sveci zaštitnici Medicijeve nadbiskupije i katedrale za koju je slika bila namijenjena.
Nakon Rafaelove smrti 6. travnja 1520. godine, likove u donjoj desnoj pozadini dovršili su njegovi učenici Giulio Romano i Giovan Francesco. No, umjesto da sliku pošalje u Francusku, kardinal Giulio ju je 1523. postavio na oltar crkve San Pietro in Montorio u Rimu. God. 1774. Stefano Pozzi je izradio kopiju ove slike u tehnici mozaika za rimsku Baziliku sv. Petra.
God. 1797., tijekom francuskih revolucionarnih ratova Napoleon Bonaparte je sliku odnio u Pariz gdje je izložena u muzeju Louvre. Tamo je snažno utjecala na neoklasicističke slikare kao što su Antoine-Jean Gros, Jacques-Louis David, te njihove učenike Girodeta i Ingresa, koji su smatrali kako Rafael utjelovljuje francuske umjetničke ideale. Slika je 1815. godine vraćena iz Pariza i nakon toga premještena na njenu sadašnju lokaciju – Vatikanski muzeji.

## Odlike
Rafaelova renesansna slika prikazuje dvije uzastopne, ali različite, biblijske pripovijesti iz Evanđelja po Mateju, također povezane u Evanđelju po Marku.
Gornji dio slike pokazuje samo Preobraženje (na gori Tabor, prema tradiciji), s preobraženim Kristom koji lebdi ispred osvijetljenih oblaka, između proroka Mojsija s desne strane i Ilije, s lijeve strane s kojima razgovara. Ispod njih su klečeći Justus i Pastor, te ležeći apostoli Jakov, Petar i Ivan, tradicionalno smatrani za simbole vjere, nade i ljubavi, zbog čega su im halje odgovarajućih simboličnih boja plavo-žute, zelene i crvene.
U donjem dijelu, Rafael opisuje apostole koji pokušavaju osloboditi obuzetog dječaka od demona. No, nisu u stanju izliječiti bolesno dijete do dolaska nedavno preobraženog Krista koji izvodi čudo. Dijete više nije izmučeno od napadaja nego stoji na nogama, a usta su mu otvorena, što predstavlja odlazak demonskog duha. Jako je znakovito da je Rafael na svojoj posljednjoj slici prikazao iscjeljenje dječaka jer njegovo ime, „Rafael”, na hebrejskom (רָפָאֵל) znači „Bog liječi”.
Na najjednostavnijoj razini, kompozicija slike se može tumačiti kao dihotomija Kristove otkupljujuće snage, simbolizirana čistoćom i simetrijom gornje polovice slike, u kontrastu s nedostatcima čovjeka, što je simbolizirano mračnim, kaotičnim prizorima u donjoj polovici slike.
Rafaelovo Preobraženje se stilski može smatrati najavom manirizma, što se očituje stiliziranim, proturječnim pozama figura na dnu slike; ali i baroknog slikarstva, o čemu svjedoče dramatična napetost prožeta između likova, istaknuta snažnim kjaroskurom. Pokreti likova su dramatični, životni i naizgled se čak čini kako likovi bježe iz samog okvira slike. Javlja se ekspresivnost, po kojoj je Rafael bio i poznat, te metalne boje. Neke figure su okrenute leđima, što se rijetko viđalo u tadašnjoj umjetnosti. Imamo dojam da je svaki kutak slike ispunjen i da je radnja centrirana zbog kontrasta svjetla i tame koji odlično ide s teškom temom djela.
Rafael je vjerojatno smatrao ovu sliku svojim umjetničkim trijumfom. On koristi kontrast Isusovog predsjedanja nad muškarcima da zasjeni svoje naručitelje, Rimokatoličku crkvu. Još zanimljivije, Rafael koristi spilju koja uokviruje apostole u donjem dijelu slike da simbolično predstavi stil renesanse, podjećajući na sikstinsku kapelu; što je naglašeno ispruženim kažiprstom koji podsjeća na Michelangelovo Stvaranje Adama. Osim toga, u pozadini je suptilno ugrađen krajolik, ali koristi tamniju boju kako bi pokazao svoje udaljavanje od stila. Ipak, vizualna središnja točka je barokno izvedeno dijete i njegov čuvar otac. U svemu, Rafael je uspješno zadovoljio naručitelje, odao počast svojim prethodnicima i potaknuo kasnije prevladavajući barokni stil slikanja.